# Cameron Reynolds
Cameron Reynolds, né le 7 février 1995 à Pearland dans le Texas, est un joueur américain de basket-ball. Il évolue au poste d'ailier.

## Carrière
Le 26 février 2019, il signe un contrat de 10 jours avec les Timberwolves du Minnesota.
Le 9 mars 2019, il signe un second contrat de 10 jours avec la même franchise.
Le 16 mars 2019, il signe jusqu'à la fin de la saison avec les Timberwolves du Minnesota.
Le 28 juin 2019, il est coupé par les Timberwolves du Minnesota.
Le 18 juillet 2019, il signe un contrat two-way avec les Bucks de Milwaukee jusqu'à la fin de la saison.
Le 29 novembre 2020, il signe un contrat avec les Spurs de San Antonio. Le 19 décembre 2020, il est coupé par les Spurs de San Antonio.
Le 26 mars 2021, il signe un contrat de 10 jours en faveur des Spurs de San Antonio.
Le 14 mai 2021, il signe un contrat de 10 jours avec les Rockets de Houston.
En juillet 2021, Reynolds quitte les États-Unis et s'engage avec l'Aquila Basket Trente, club italien de première division (LegA).

## Records sur une rencontre en NBA
Les records personnels de Cameron Reynolds en NBA sont les suivants, :
| Type de statistique        | Saison régulière | Saison régulière        | Saison régulière |
| Type de statistique        | Record           | Adversaire              | Date             |
| -------------------------- | ---------------- | ----------------------- | ---------------- |
| Points                     | 19               | @ Nuggets de Denver     | 10 avril 2019    |
| Paniers marqués            | 7                | @ Nuggets de Denver     | 10 avril 2019    |
| Paniers tentés             | 11               | @ Nuggets de Denver     | 10 avril 2019    |
| Paniers à 3 points réussis | 5                | @ Nuggets de Denver     | 10 avril 2019    |
| Paniers à 3 points tentés  | 7                | 3 fois                  | 3 fois           |
| Lancers francs réussis     | 2                | 3 fois                  | 3 fois           |
| Lancers francs tentés      | 2                | 4 fois                  | 4 fois           |
| Rebonds offensifs          | 1                | 4 fois                  | 4 fois           |
| Rebonds défensifs          | 6                | @ Nuggets de Denver     | 10 avril 2019    |
| Rebonds totaux             | 6                | @ Nuggets de Denver     | 10 avril 2019    |
| Passes décisives           | 2                | 2 fois                  | 2 fois           |
| Interceptions              | 2                | @ Nuggets de Denver     | 12 mars 2019     |
| Contres                    | 1                | 2 fois                  | 2 fois           |
| Balles perdues             | 2                | Thunder d'Oklahoma City | 7 avril 2019     |
| Minutes jouées             | 26               | @ Nuggets de Denver     | 10 avril 2019    |

- Double-double : 0
- Triple-double : 0

Dernière mise à jour : 6 novembre 2020